# Город Всеобщего Благоденствия
«Город Всеобщего Благоденствия» — картина российского и советского художника Ефима Честнякова (псевдоним Евфимия Васильевича Самуилова). Полотно — его самое большое известное живописное произведение, дошедшее до нашего времени в отдельных фрагментах и воссозданное усилиями реставраторов В. М. Танаева и С. С. Голушкина. Различные исследователи творчества Честнякова датируют полотно в широких хронологических рамках между концом XIX и серединой XX века. После смерти художника жители его родной деревни Шаблово разобрали всё, что оставалось на тот момент в доме художника. Фрагменты картины попали к разным людям, но сохранились и были впоследствии переданы владельцами сотрудникам Костромского государственного художественного музея-заповедника. В настоящее время «Город Всеобщего Благоденствия» входит в его коллекцию и экспонируется в Романовском музее города Костромы на постоянной выставке «Моё забытое, родное… (о творчестве Ефима Васильевича Честнякова)». Главной темой этого многопланового полотна, по убеждению директора Костромского музея-заповедника Виктора Игнатьева, является «единство всех живущих на земле ради общего блага». «Город Всеобщего Благоденствия» оценивается искусствоведами как одна из наиболее значительных работ художника.
Исследователи сравнивали полотно с «грандиозным хоровым действом, в котором самые обычные действия, позы, положения получают чуть ли не ритуальный смысл». При отсутствии событийного сюжета картину можно не только рассматривать, но и рассказывать, что делал и сам Ефим Честняков, «каждый раз фантазируя по-новому». По мнению кандидата культурологии Игоря Шаваринского, «доминантой его [художника] ценностной иерархии была идея Всеобщего Благоденствия — одухотворённое любовью к ближнему создание рукотворного рая на земле».

## История создания и судьба картины

### Датировка и название картины

Ефим Честняков в 1900 году

Ефим Честняков свои работы не подписывал и не датировал. Будущий исследователь творчества и биограф Честнякова И. А. Серов, посетивший художника на дому после Великой Отечественной войны, видел картину на стене мастерской. Он отмечал, что краски тогда были свежими и значительно более яркими, чем в настоящее время
Точное время написания картины не документировано. Каталог выставки картин и графики Ефима Честнякова в Риге в 1983 году осторожно указывал, что представленные на ней работы художника, включая «Город Всеобщего Благоденствия», написаны, вероятно, в 1910-х — 1930-х годах. Принято считать, что к концу 1930-х годов Честняков перестал писать картины и сосредоточился на литературе и работе с детьми. Кандидат культурологии Игорь Шаваринский зарождение замысла «Города Всеобщего Благоденствия» относил к рубежу XIX—XX веков, когда художник жил в Санкт-Петербурге (декабрь 1899 — весна 1903 года). Здесь он занимался в скульптурном музее Академии художеств, учился два года в Петербургской рисовальной школе княгини М. К. Тенишевой, находился под влиянием культуры Серебряного века, свойственных ей синкретизма и символизма. К маю 1904 — осени 1905 года относится второе пребывание Честнякова в столице. О нём сохранилась только информация, что художник участвовал в демонстрации и находился под полицейским надзором. Эссеист и писатель Василий Голованов относил «мифологические мотивы» и «образы-символы», характерные для картины, к 1905—1913 годам, когда художник жил в деревне Шаблово после отъезда из Санкт-Петербурга и перед последней третьей поездкой в столицу (в 1913—1914 годах Честняков учился в академической мастерской Дмитрия Кардовского, испытывал серьёзные материальные трудности, сумел добиться относительного успеха — ему, например, удалось опубликовать книгу сказок с собственными иллюстрациями). Доктор искусствоведения Юрий Тюрин считал датой создания картины 1914 год.
Старший научный сотрудник отдела хранения Костромского музея-заповедника Светлана Каткова предположила, что, если учесть различаемые ею на полотне изображения храмов, разрушенных и приспособленных под острог или исправительную колонию (острог Каткова, например, увидела в постройке с навесом, как на сторожевой вышке, через маленькое окошко которого выглядывают люди, выход из него возможен только через трубу), пугало с «шуршащими вениками» в руках, людей в синем, то окончательный замысел картины следует датировать временем после второго ареста сестры художника Александры, то есть 1948 годом. В пользу поздней датировки, по её мнению, говорит также скудость колорита, которая, возможно, была обусловлена дешёвыми красками, которые вынужден был использовать художник. В качестве растворителя он, предположительно, использовал керосин, что впоследствии привело к потемнению красок. Серьёзные материальные затруднения же возникли у Честнякова с 1937 года, когда была в первый раз арестована его сестра Александра. Честняков, по мнению Катковой, писал картину уже после фактического завершения активной фазы антицерковной кампании — храмы на полотне уже дополнены хозяйственными пристройками и приспособлены к выполнению новых — бытовых функций. Аргументами в пользу создания картины после Великой Отечественной войны являются также, по её мнению, почти полное отсутствие среди её персонажей взрослых мужчин и юношей и характерная для советской живописи 1930-х — 1950-х годов тема — колхозные праздники и массовые шествия с дарами природы.
Авторское название полотна «Город Всеобщего Благоденствия» неизвестно. Существует версия, что им могло быть «Будущее, или Город Всеобщего Благоденствия». Со слов И. А. Серова, который хорошо знал Честнякова, сам художник употреблял по отношению к полотну название «Мир солнца и счастья». Сотрудники Костромского музея-заповедника тщетно пытались найти в записях художника и архивных источниках название картины. Утвердившееся в искусствоведении к настоящему времени название «Город Всеобщего Благоденствия» было дано картине сотрудником Костромского музея-заповедника Владимиром Макаровым. Светлана Каткова отмечала, что в последние годы жизни Честняков работал над незаконченным полотном под названием «Прошлое — Настоящее — Будущее», отождествить которое с какой-либо из сохранившихся работ художника не удавалось. По её мнению, три горизонтальных яруса, которые можно видеть на картине «Город Всеобщего Благоденствия», дают возможность соотнести именно с ней данное название.

### Судьба полотна

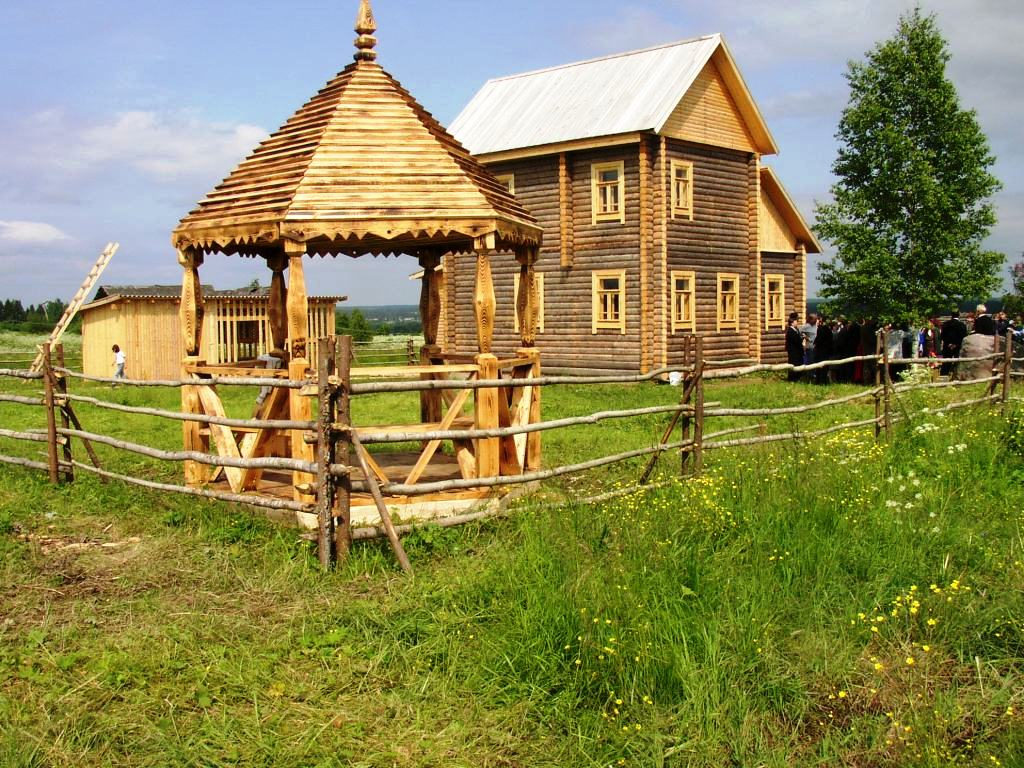
Воссозданный односельчанами под мемориальный музей «овин» Честнякова в Шаблово; подлинный дом, где жил художник, не сохранился

Журналист Лариса Голушкина, автор многочисленных статей о биографии и творчестве Честнякова, считала, что «Город Всеобщего Благоденствия», как и многие другие картины художника, связана с триединством его творчества: он сначала писал сказку, затем её иллюстрировал (или писал полотно на её тему) и после этого ставил спектакль на её сюжет. По мнению Игоря Шаваринского, картина вполне могла использоваться в качестве задней декорации спектакля по литературному произведению художника — по сказке «Шабловский тарантас» или «Сказке о крылатых людях». Шаваринский предполагал, что картина при жизни Честнякова размещалась в «овине». Художник сам дал это название своему жилищу, в котором стал жить в 1930-е годы после ссылки одной и смерти другой его сестры; другие его названия — «шалашка», «универсальная коллегия» и «Коллегия наук и искусств»: художник предполагал там преподавать односельчанам живопись, скульптуру, музыку, архитектуру, машиностроение, оккультные науки, языковедение, астрономию, теорию театра и кинематографа. Дом образовали два старых сруба — баня и овин. Полотно находилось на первом этаже, где художник показывал театральные представления для односельчан. В спектаклях принимали участие дети. Здесь же лепили из глины маски и шили костюмы. Сами представления Честняков называл «фестивалями».
После смерти художника в 1961 году его племянница Галина Смирнова обращалась в районный отдел культуры с предложением передать картины, скульптуры и рукописи на хранение в музей, но ей было отказано. Считалось, что произведения Ефима Честнякова — примитивные картинки, не представляющие искусствоведческого интереса, они оставались в его пустом доме в Шаблове. Картины и скульптуры стали растаскивать деревенские дети, а затем и их родители. Некоторые односельчане почитали Ефима Честнякова святым и провидцем, верили, что его вещи могут принести исцеление от болезни.
Летом 1968 года сотрудники Костромского музея-заповедника — главный хранитель Владимир Макаров, старший научный сотрудник Вера Лебедева и художник-реставратор Геннадий Корф — отправились в научно-изыскательскую экспедицию в Макарьевский, Мантуровский и Кологривский районы Костромской области. Их целью был поиск предметов народного творчества, произведений древнерусского искусства, работ самодеятельных мастеров. Случайно подсевший в музейный автобус попутчик сообщил, что в деревне Шаблово после смерти местного художника остались картины и глиняные скульптуры. Искусствоведы были удивлены высоким уровнем найденных работ. Создатель музея художника и его биограф Руслан Обухов писал, что Владимир Макаров зашёл в один из домов, чтобы попросить воды. Когда он переступал порог, то споткнулся. Взгляд Макарова упал на половик, на котором под слоем грязи он различил масляную живопись. Это оказался первый из фрагментов картины «Город Всеобщего Благоденствия». Уже имея на руках все фрагменты картины и расстилая их на лугу среди других картин, исследователи ещё не догадывались, что эти пять фрагментов составляют единую композицию. Позже именно Макаров предположил, что некоторые полотна — составные части одной большой работы художника.
Ко времени, когда «Город Всеобщего Благоденствия» предстал перед исследователями, картина была разрезана на пять частей (Василий Голованов ошибочно писал, что на семь). Дата и обстоятельства этого события неизвестны (кандидат культурологии Игорь Шаваринский выдвинул гипотезу, что это произведение в сознании односельчан было наделено «неким ореолом», они «домысливали его значение», так как «после смерти художника у части народа происходит трансформация рецепции интерпретации в тип конкретизации в отношении его наследия», а Д. В. Громов и А. Д. Соколова писали открытым текстом, что «„Город Всеобщего Благоденствия“ разорвали на лоскуты-обереги» односельчане.
Каткова отметила, что разрезы полотна сделаны по фону и не попали на фигуры. Так мог поступить только сам художник. Она предположила, что, так как он возил картины на свои «фестивали», то, возможно, частями легче было перевозить такое большое полотно. Если же картина не предназначалась для фестивалей, то, таким образом полотно было скрыто от «излишнего внимания» и опасного для автора истолкования.
Холст оказался в руках сотрудников музея в неплохом состоянии, утрат не было даже по краям разрезов. Реставраторам оставалось подогнать куски друг к другу и сдублировать, чтобы швы были незаметны. Московские реставраторы В. Танаев и С. Голушкин выделили из плохо сохранившихся полотен, составлявших наследие художника, эти пять фрагментов, предположив, что именно они объединялись автором в единую композицию. Картина стала первым отреставрированным произведением Ефима Честнякова.

### Картина и подготовительные работы к ней в коллекции Романовского музея

«Город Всеобщего Благоденствия» в экспозиции зала Ефима Честнякова

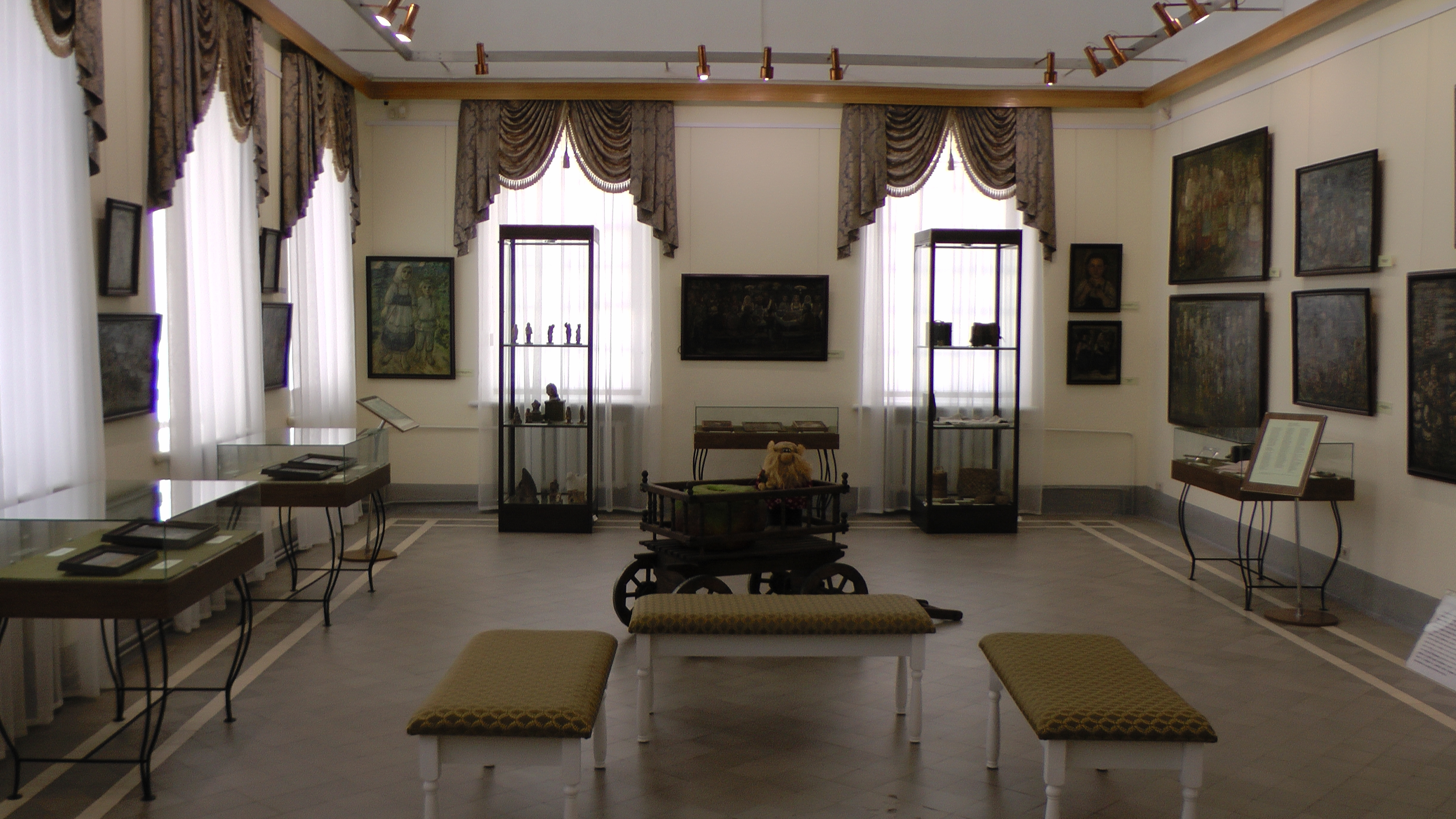
Зал Е. Честнякова в Костромском Романовском музее

Техника исполнения картины — масляная живопись по холсту. Размер полотна — 198 на 335 см (или, по другим данным, 195 х 330 см). Картина входит в коллекцию Костромского государственного историко-архитектурного и художественного музея-заповедника (инвентарный номер — КП-21). Она неоднократно была представлена на выставках. В частности, полотно упоминается в каталоге выставки 1977 года в Москве в разделе «Живопись». В настоящее время оно экспонируется в Романовском музее на постоянной выставке «Моё забытое, родное… (творчество Ефима Васильевича Честнякова)».
Сохранилась картина Ефима Честнякова «Сказочный мотив» (холст, масло, Костромской музей-заповедник, инв. № 63, реставратор М. Фурдик, 148 х 149 см или 148,6 х 151,7), которую Игорь Шаваринский рассматривал как «элемент диптиха на тему города Всеобщего Благоденствия» и находил значительное сходство с большой картиной. Среди работ художника, представленных на выставках 1977 года в Москве и 1983 года в Риге, упоминается эскиз к картине «Город Всеобщего Благоденствия», созданный в технике акварели на бумаге (эскиз к картине «Город Всеобщего Благоденствия», размер 26 х 42 см, Костромской музей-заповедник, КП-2602). По мнению Шаваринского, на нём художник искал верное композиционное решение для картины — поблизости от группы детей, бабушки и дедушки изображён ангел в лаптях. Соответствующий фрагмент полотна почти полностью повторяет акварель. Отсутствуют только несколько персонажей, от которых художник отказался в картине, — нет огромного медведя и толстой девочки. Ещё один рисунок-эскиз, находящийся в альбоме художника (проходит как «Эскиз к картине „Город Всеобщего Благоденствия“», альбом, разворот, Костромской музей-заповедник, без инв. №) и близкий левой части переднего плана картины (две соприкасающиеся лестницы, старик с метлой, господин в цилиндре и с тростью, супружеская пара в белых костюмах…), был представлен в книге «Ефим Честняков. Новые открытия советских реставраторов». По мнению Катковой, акварель и альбомный рисунок не являются в полной мере эскизами к полотну «Город Всеобщего Благоденствия», но из них впоследствии развивалась его идея, а персонажи их заняли в композиции большой картины важное место. Она отмечала, что в акварели и рисунке нет ни храмов, ни «даров-подношений», играющих важную роль в окончательном варианте картины.

## Изображение на картине и его художественные особенности
«Город Всеобщего Благоденствия» — огромное полотно с большим количеством персонажей (Виктор Игнатьев насчитал 120 человек, причём каждый имеет свою индивидуальность и совершает собственное действие). Среди персонажей дети, взрослые, старики, парни и девушки. Каждый занят своим делом: старик подметает улицу, старуха сбивает сметану, мальчик играет на дудочке, одна девочка бьёт в бубен, а другая — пляшет, на балконе дворца отдыхают люди и наблюдают происходящее на площади. Лев Дьяков писал, что невозможно создать описание этой «громадной картины-фрески», так как в ней отсутствуют привычные «координаты» обычного полотна. Это, по его мнению, — «Иной мир».

### Композиция картины
Виктор Игнатьев и Евгений Трофимов утверждали, что при кажущейся зрителю при первом взгляде на картину хаотичности композиции, её построение на самом деле подчиняется определённому логическому строю (в другой своей книге Игнатьев писал, что отсутствие единого градостроительного плана связано с постепенностью тех усовершенствований, которые происходят в городе). Перед зрителями не просто город с его типичной застройкой и не просто реальная деревня, как она выглядит в северных областях России, где жил художник, и которую он хорошо знал. Этот город-деревня напоминает Шаблово из сказки, сочинённой Честняковым. Здесь мирно сосуществуют уютные деревенские церквушки, избы и каменные городские палаты. Дьяков отмечал, что художник пытался «вместить» в пространство картины все духовные ценности народа, не разделяя его на крестьян и горожан. Всю композицию картины художник выстраивает плотно, как бы по уже известной и хорошо продуманной схеме. По мнению исследователей, создаётся впечатление, что работа Ефима Честнякова подобна труду ткача над гобеленом. Он начинает её снизу, но изначально представляет, где будет находиться каждый элемент полотна.
По мнению Виктора Игнатьева, в этой картине Честнякова композиция принципиально иная, чем в его ранних картинах. Её отличает многоплановость, «сложный ритм колористической архитектоники». Первый взгляд зрителя оказывается обращён на шествие парней и девушек, изображённое в левой части композиции. Этот поток людей проходит мимо сидящих старика с ковшом в руках и старухи, взбивающей сметану, направляясь в конечном счёте к белокаменному дворцу. На театральной площади движение образует сложный рисунок, как считает исследователь, подчиняясь некоему музыкальному ритму (это подчёркивает художник, изображая мальчика, играющего на дудочке, и девочку, бьющую в бубен). Затем эта толпа уходит вверх, двигаясь в узкую арку, и после этого — к дворцу, где на балконе стоят наблюдающие шествие граждане. Исследователь творчества художника Игорь Шаваринский выделял на полотне две большие части, на которые, по его мнению, делится картина по предметам — символам труда и веселья в руках у жителей — левую, «где доминирует труд и его обильные плоды», и правую, «с отдохновением и праздником».
По-иному оценивает композицию картины Светлана Каткова. Она утверждает, что по горизонтали город, изображённый на картине, делится на три части. Первый ярус углублён, второй возвышается над ним, словно над обрывом, третий же скрыт за каменной стеной. Все ярусы соединяет «широкая лестница в три марша». Художник, по её мнению, разделил картину и по вертикали: справа он поместил усадебный дом с колоннами и террасой. Персонажи этой части картины одеты в городские костюмы. Слева преобладают сельские постройки, и персонажи одеты в деревенские наряды. По мнению Катковой, главенствуют здесь допетровские традиции (рубахи, онучи, армяки, сарафаны, все они собственного пошива из домотканого сукна, длинные бороды). На границе двух миров находятся цветок в горшке и молодой человек в синем костюме (в нём исследовательница угадывает мундир сотрудника НКВД послевоенного времени) с белым воротничком и в шляпе, а также «чёрная арка». В композиции картины Каткова увидела отчётливое противопоставление этих двух миров: бревенчатые избы и каменные дома, деревенские посиделки («беседы») и театральное представление в городе, затемнение переднего плана, где находится разобщённая семья сельчан, и выделение светом дружной семьи прогуливающихся горожан.
Каткова отмечала, что в картине нет главного героя, здесь, «как в потоке жизни, одновременно существуют разные группы людей, связанные или противостоящие друг другу». Полотно заполнено персонажами, постройками, из-за этого почти не видно неба. По её мнению, главными персонажами картины оказываются храмы. Это следует из анализа композиции картины. Храмы находятся на пересечении двух диагоналей полотна. В годы Великой Отечественной войны, по воспоминаниям земляков, художник тайно молился и даже справлял со вдовами церковные службы в лесу. В его более ранних картинах есть изображения церквей, но храмы на них с крестами и колокольнями, в отличие от «Города Всеобщего Благоденствия». Здание с колоннами — самое светлое в картине, его аттик — «единственная жёсткая, протяжённая горизонталь, которая отсекает нагромождение довольно безликой промышленной архитектуры и направляет взгляд к центру». Само это здание включает ряд разрозненных колонн, на ограждении террасы — растительный орнамент лепнины. Грубым вмешательством в ампирный фасад здания представляется Катковой вставленное в стену нелепое перевёрнутое окно со ставнем, будто позаимствованное из деревенской избы.

### Колористическое решение полотна
Виктор Игнатьев считал, что цветовое решение полотна соответствует главной теме произведения («единство всех живущих на земле ради общего блага»). Тёплый коричнево-охристый цвет может символизировать хлеб, бирюзово-голубые дали — «будущее, далёкое, вечное и умиротворяющее». Кандидат культурологии Игорь Шаваринский в своей диссертации писал, что «драматургический элемент картин Честнякова заключается в ярком цветовом колорите (энергия цвета трансформируется в активную динамику разворачивающегося действия, создаёт диалоговую атмосферу) и композиционном решении».
Костромской краевед и искусствовед Светлана Каткова, занимающаяся творчеством художника, в своём исследовании картины попыталась отталкиваться от её цветового решения. Она выражала удивление перед тем, что художник для выражения «светлой» идеи воспользовался настолько мрачными красками (они дополняются «заторможенностью» и «разобщённостью» персонажей) и из-за этого высказала сомнение в аналогиях, которые годами проводились исследователями между картиной «Город Всеобщего Благоденствия» и литературными утопиями Честнякова, его скульптурными фантазиями из глины на тему города Кордона.

## Советские и российские искусствоведы о замысле художника

### Восприятие «Города Всеобщего Благоденствия» как иллюстрации к литературным произведениям Честнякова
Виктор Игнатьев и Евгений Трофимов утверждали, что в картине «хорошо узнаётся» литературный опыт художника — сочинение «Шабловский тарантас» (Шаваринский даже пишет: «Из хода повествования читатель узнаёт предысторию строительства города Всеобщего Благоденствия, изображённого на одноимённой картине»). Сюжет «Шабловского тарантаса» достаточно прост: собрались жители деревни Шаблово и построили большой тарантас, впрягли в него всех своих лошадей и поехали в Кологрив. Накупив товаров, они возвратились в деревню. Совместный труд пришёлся крестьянам по душе, и решили они вместе строить стену вокруг Шаблова. В результате получился необыкновенно большой дом, внутри которого стоят избы и растут сады… Устроили общую большую печь и стали вместе печь в ней пироги и лепёшки….
Лев Дьяков утверждал, что живописные произведения Ефима Честнякова пронизаны ритмами музыки и поэзии. Он находил аналогии картине в цикле стихов Честнякова «Марко Бесчастный», где есть «слово», близкое настроению «Города Всеобщего Благоденствия»:

«Тогда в кругу людей
нарядных
Войду в Грядущий
Светоград.
С обильных веток
виноградных
Срывать плоды
я буду рад»— Дьяков Л. Страна обетованная Ефима Честнякова

«Глинянка» Ефима Честнякова

«Марко Бесчастный» (сохранившийся лишь во фрагментах) — стихотворный роман-утопия, являющийся продолжением сказки «Шабловский тарантас». В тексте проза сочетается со стихами. Главный герой Марко Бесчастный (пророк без частной собственности и без «дробного восприятия мира во имя синтетической свободы») строит деревню будущего, где вместо бревенчатых изб появляются кирпичные дома; украшенная изваяниями, она становится похожа уже не на деревню, а на маленький городок. В беседах Марко с «незнакомцами» (скептически настроенными оппонентами героя) Честняков описал в мельчайших подробностях мечту о создании города Всеобщего Благоденствия. Описываются «чудная прозрачная крыша», театр, необыкновенная печь и огромные сковороды, рукотворные водопады и запруды, огромная теплица, аэропланы, «общий дом длиной во всю деревню» с чудесными комнатами и ходами. Некоторые детали полотна, с точки зрения Шаваринского, можно понять, только читая «Марко». Посреди картины, например, стоит деревянная изба. В тексте «Марко» герои, желая «сохранить в культуре нашей бытность, чтоб новыми затеями уклада старины не потревожить», сохраняют древнюю избушку «баушки» Варвары. Справа от церкви на картине находится вход в пещеру. По словам Марко в поэме, это — вход в подземелье, образовавшийся из-за добычи глины на кирпичи для строительства города. Шаваринский находил мотивы «Города Всеобщего Благоденствия» также в «Сказке о крылатых людях», написанной Честняковым. Она описывает будущее этого же города, уже прославившегося во всём мире: там нет тяжёлого труда, «только играют там все, как дети, — [существуют] театры и другие места общей радости».
Игорь Шаваринский в своей кандидатской диссертации сопоставил литературные тексты, картину «Город Всеобщего Благоденствия» и скульптуру Ефима Честнякова. На протяжении длительного времени художник создавал скульптурные изображения небольшого размера из глины — «глинянки», представлявшие собой «население» Города Всеобщего Благоденствия, где каждая из них «занимала собственное место», «находилась в гармонии с собой и была счастлива от занятия своим делом». На старых фотографиях, сделанных самим художником, различимы около 10 глиняных зданий, с помощью которых Честняков пытался изобразить город-деревню. На одной фотографии «глинянка»-старичок ест из горшка кашу так, как на картине «Город Всеобщего Благоденствия». На другой видны церковь и «вход в подземелье». Церковь и подземелье описаны также в поэме Честнякова «Марко Бесчастный» и изображены на картине «Город Всеобщего Благоденствия». Один из односельчан художника вспоминал: «Наверху в доме художника под матерчатым пологом метров шести были расставлены глиняные фигурки Города всеобщего благоденствия. Он там давал детям представления и комментировал, кого как называть».

### «Город Всеобщего Благоденствия» как изображение будущего счастливого и гармоничного мира
Авторы словаря «Любительское художественное творчество в России XX века» восприняли картину Ефима Честнякова как «живописное воплощение крестьянской утопии с народническо-социалистическими оттенками». По их мнению, картина близка к «Шабловскому тарантасу», так как и в нём был воплощён этот же общественный идеал. В словаре утверждается, что сюжет «Города Всеобщего Благоденствия» организован наподобие обрядового действа. Изображён на полотне, с точки зрения авторов словаря, не город, а большая деревня, но окружённая стенами. Крестьяне изображены за повседневными занятиями или отдыхающими, но полотно пронизано «ритуальной серьёзностью».
С точки зрения Шаваринского, все фигуры на полотне выражают общую идею — достижение всеобщего благоденствия общими усилиями — юноши и девушки несут огромные пироги, крендель, виноград, яства в большом количестве сложены также на лавках и крышах домов (художник изображает дома в трёх вариантах: в разрезе, снаружи, изнутри). Их не продают, а просто раздают детям. На площади у дворца происходит праздничное представление. Шеваринский высчитал, что белокаменный дворец (который он считал дворцом искусств) занимает шестую часть картины. Рядом с ним девушка вешает на колонну афишу о предстоящем спектакле.
Из-под арки (Шаваринский подчёркивал, что в обеих арках отсутствуют ворота, закрывающие вход в город) в город вливается целая толпа. В монографии, посвящённой творчеству художника, Игнатьев и Трофимов отмечали, что в самом движении этого потока людей и фигурах отдельных персонажей не чувствуется ни экспрессии, ни динамики. Всё совершается медленно, поступательно, неукоснительно и беспрерывно.
Виктор Игнатьев и Евгений Трофимов задались вопросом: праздник ли изобразил художник — или эпизод повседневной жизни? Ответ, по их мнению, связан с анализом изображения: на картине всё в изобилии, в большом числе представлены пироги, хлеб, ягоды, фрукты. Люди спокойны и умиротворены. В фигурах ощущается статичность поз и движений. Зритель убеждается, что это уже не праздник, а нормальная, привычная жизнь. Прежде, когда внезапно появлялось изобилие (а оно обычно связывалось в сознании людей с праздником), люди бурно выражали радость. Исследователи сделали вывод, что художник изображает «нормальную», привычную жизнь. Так, в его представлении, будет всегда. Честняков, по мнению Игнатьева и Трофимова, изобразил модель нового мира, новой жизни, в которой соединены прошлое, настоящее и будущее, а повседневность не отличается от праздника.
Несколько иную точку зрения высказала Т. П. Сухарева. По её мнению, художник стремился выразить в картине «Город Всеобщего Благоденствия» и в рассказе «Шабловский тарантас» идею о всеобщем благоденствии через построение «универсальной крестьянской культуры». При этом, «однообразие повседневного быта превращается в праздник». Художник, с точки зрения Сухаревой, показывает, что «материального благополучия они достигают „не по щучьему велению“, а путём разумного кропотливого труда». Признаки сказочной утопии у Честнякова: абсолютный комфорт, всеобщая занятость, взаимное уважение, отсутствие обид. Она отмечала, что фантазии Честнякова могли подпитывать реальные наблюдения: в деревне Екимцево в 1892 году на средства русского промышленника, общественного деятеля и учёного Ф. В. Чижова был построен уникальный комплекс сельскохозяйственного училища и заложен дендропарк, в котором росли диковинные кустарники и цветы.

### Символизм и «мелочи жизни» родного художнику Шаблова в картине
Фигуры, изображённые на картине, по мнению искусствоведа и популяризатора искусства Льва Дьякова, имеют значение символов. С ним согласен и другой исследователь творчества художника — Виктор Игнатьев, который отмечал, что символическим смыслом наделены каждое действие персонажа, каждое происходящее событие и явление. Бородатый крестьянин с метлой и молодой человек в городской одежде со щёткой (Каткова видела в нём жителя деревни, вернувшегося с заработков в городе, и поэтому одетого по-городскому) выполняют одну и ту же работу, но каждый по-своему, их труд символизирует «духовное очищение жизни». На картине изображено множество детей со счастливыми лицами и игрушками в руках. «Взрослый должен быть как дитя, чтобы войти в Царство Небесное», — писал сам Ефим Честняков, отталкиваясь от текста Нового Завета.
Шаваринский также считал, что многие детали картины художника можно «прочитать» символически (например, количество ступеней: четыре — указание на стороны света, двенадцать — число, по народным поверьям, полноты жизни и гармонии). На этой картине, в отличие от других полотен художника, нет «мифологизированных персонажей», но есть огромный белый голубь (символ мира и благой вестник), парящий над аркой в левом верхнем углу картины. Светлана Каткова признавала наличие символики, но отмечала, что в мелочах быта художник не отступает от правды жизни. Жители Шаблова при изготовлении метлы рубили две-три тонких берёзки или длинные ветки и связывали их вместе. Именно такая метла изображена на картине. Маленький мальчик облизывает палец, «лакомясь чем-то из деревянного корытца или дуплянки». Дед «пьёт из ковша квас или пиво, в бабушка сбивает в горшочке сметану на масло». Девочка кушает, «придерживая двумя руками, боясь уронить хотя бы крошку». Деревянный двухэтажный дом с широким балконом, как у городских строений, напоминает усадебную архитектуру. Персонажи одеты в праздничные светлые костюмы, на распущенных волосах у детей, стоящих на балконе, надеты модные шляпки, некоторые семейства в полном составе прогуливаются по улице.

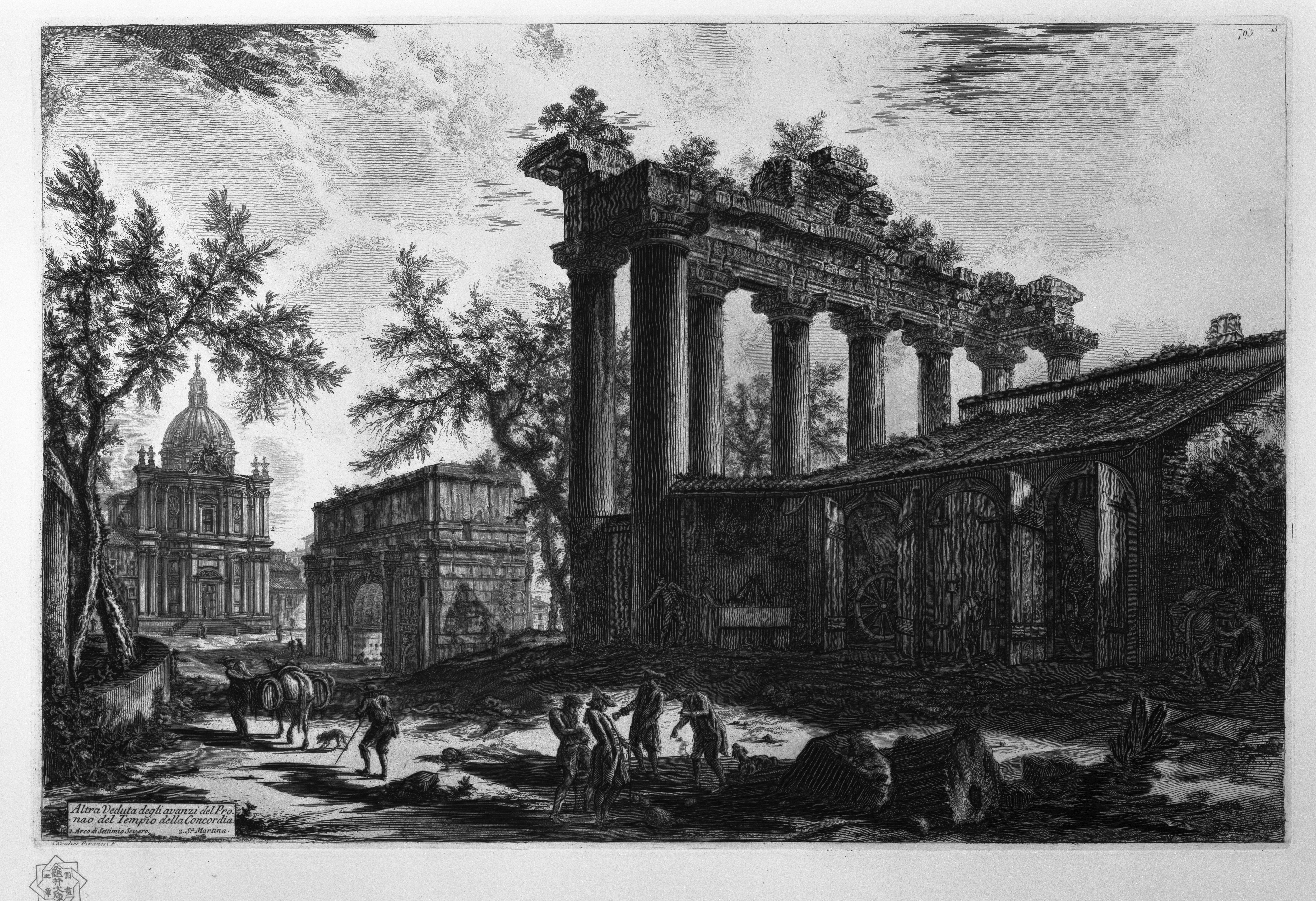
Джованни Баттиста Пиранези. «Храм Сатурна» из серии «Виды Рима», 1748—1774

Советский и российский литературовед Валентин Курбатов описывал картину как «огромный тёмный холст, заселённый сотней персонажей, небывалой архитектурой, словно она переведена на ярмарочный деревенский язык с листов безумного Пиранези». Он видел на картине «ликующее собрание чудес», «простодушное изобилие, сказавшееся лишь в величине пирогов», «весёлую нечисть», «стариков, одетых с предусмотрительной демисезонностью — хоть в лето, хоть в зиму», «движение [которое] никуда не направлено, а словно замёрзло по слову незримого режиссёра для памятной фотографии». Исследователь делал вывод: «мы изумлённо останавливаемся перед широко разветвившейся человеческой мыслью. Честняков начинал и заканчивал свой мир в Шаблове. Здесь была колыбель, и здесь был для него зенит культуры». Он был убеждён, что, расшифровав все бумаги художника, можно узнать, как зовут каждого из 120 стариков, юношей и младенцев. При этом, «Город Всеобщего Благоденствия» «скрывал в своей композиции растерянность художника перед неуверенным замыслом мечтателя».

### Пространство и время на картине «Города Всеобщего Благоденствия»
Галина Неганова в своей кандидатской диссертации настаивала, что представленный Честняковым сюжетный принцип организации художественной картины мира восходит к архаической культуре и передаёт циклическое восприятие времени, не обладающее протяжённостью и не имеющее направленности. «Город Всеобщего Благоденствия», по её мнению, представляет реальность коллективного бессознательного и воспроизводит архетип города, хотя и обращён к сознанию и ассоциируется с будущим. Неганова утверждала, что в художественном мире Ефима Честнякова красота связана с праздником и соотносится с проведением праздничных ритуалов. В ходе праздника ритуал вовлекает всех его участников в сакральную сферу. Пространство-время праздника на картинах художника и в его литературных произведениях ассоциируется с «золотым веком», где царит гармония и устранены противоречия.
Художник-иллюстратор и журналист Зинаида Курбатова предположила, что Город, изображённый на картине, — это Вселенная, накрытая хрустальным куполом, который насквозь проходят солнечные лучи. Слева, где изображены русские девушки за прялками, по мнению Курбатовой, находится Россия, справа же здания носят западноевропейский и восточный характер. Виктор Игнатьев и Евгений Трофимов отмечали, что каменные строения, размещённые в верхней части картины справа и слева, как бы вступают в полотно из-за его пределов. У зрителя создаётся впечатление, что на картине изображена только часть лежащего за её пределами большого мира (такой же принцип использован художником в картине «Праздничное шествие с песней. Коляда»). Наряды на девушках, запечатлённых на полотне, самые разные: украинские, белорусские, других национальностей. Слева изображено сооружение восточного типа, в котором Каткова угадывала мавзолей.
В картине нет определённых признаков времени (как времени суток, так и сезона года), отсутствует источник света, свечение исходит отовсюду и вопреки законам физики не даёт тени. Резко отличается в этом отношении один фрагмент картины. В нижнем левом углу Честняков изобразил избу в разрезе. В ней находятся молодые люди при свете горящей лучины, за окном угадывается ночная синева. По мнению Игнатьева, это — «живое прошлое», являющееся частью настоящего (другим элементом этого «живого прошлого» являются, с его точки зрения, старые избы, втиснувшиеся между каменными постройками). Искусствовед Светлана Каткова считала, что на первом плане картины все сюжеты связаны с прошлым: изба, освещённая лучиной, посиделки с прялками….
Художник использовал в своей картине принципы народного искусства: прошлое сосуществует с настоящим, в изображении одной плоскости и одного сюжета допускаются разные по величине фигуры (второй принцип художник применил и в картине «Вход в Город Всеобщего Благоденствия» — старик и старуха там меньше, чем находящиеся рядом мальчик и девочка). Сами категории пространства и времени воспринимаются на полотне как нечто единое. «Город Всеобщего Благоденствия», по мнению Игнатьева, не жанровая картина, а картина-сказка: действие происходит вне времени, нарушена масштабность фигур, сюжет фольклорен. Исследователь объясняет это такими принципами народной культуры, как цикличность времени и его вечность.

### Светлана Каткова о «Городе Всеобщего Благоденствия» как отражении реальности сталинской эпохи

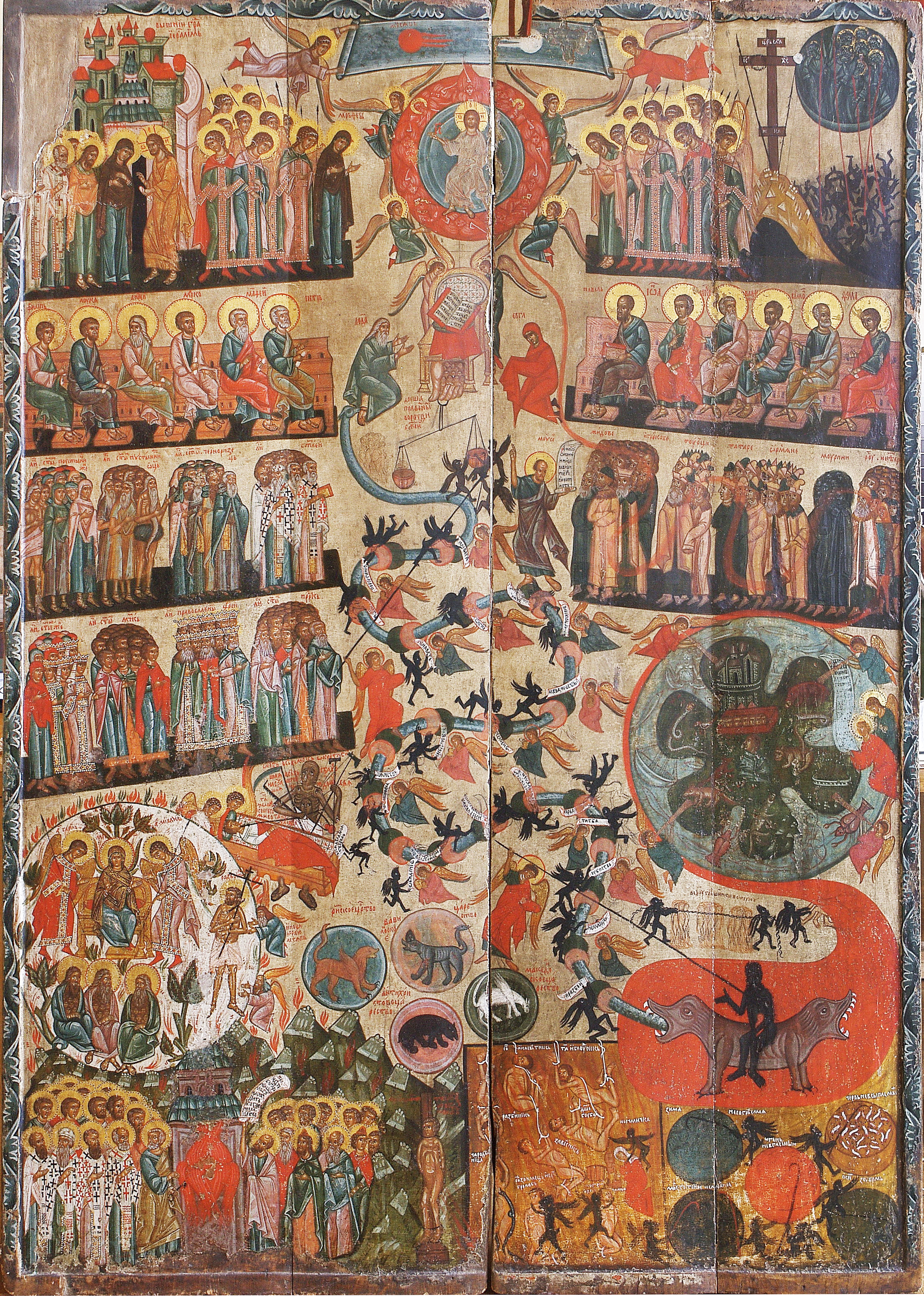
Икона Страшный суд 1560-х годов из села Мшанец (Украина)

С точки зрения сотрудницы Костромского музея-заповедника Светланы Катковой, на полотне изображена вовсе не воплощённая в жизнь фантастическая мечта о всеобщем счастье. Каткова высказала предположение, что «разрушенные и обезображенные храмы, превращённые в тюрьмы, страшный чёрный провал входа под арку, дети у странного жилища в виде перевёрнутого горшка или стожка сена, большой деревянный дом в два этажа и одинаковые батоны хлеба…», которые она видит на полотне, относятся к реальному настоящему, уже воплотившему утопию в жизнь. С её точки зрения, в картине «косвенно прослежены» художником «раскулачивание, голод, аресты, вербовка на стройки», обескровленность деревни, лишившейся самого деятельного населения. Картина отражает и личные проблемы Честнякова: переживания за арестованную сестру, осиротевших племянников, непонимание окружающих и одиночество. Каткова предположила, что Город Всеобщего Благоденствия, на самом деле, находится за пределами крепостных стен — там, откуда направляются два торжественных шествия. Одно из них несёт материальные дары (булки, пирожки, огромный крендель…), второе — на дальнем плане, персонажи его не столь персонифицированы, а навстречу ему летит большой белый голубь, являющийся в христианстве олицетворением Святого Духа. Каткова считает, что за аркой, по мнению художника, располагается легендарное Беловодье, объясняя допустимость этого предположения близким знакомством художника с ювелиром из села Красное-на-Волге П. Я. Серовым, который был старообрядцем страннического толка).
Каткова находила в картине отголоски занимающей обычно в православном храме западную стену фрески «Страшный суд» со сплошным заполнением пространства персонажами и архитектурными формами, ярусным строением и противопоставлением друг другу разных групп персонажей (праведники и грешники).

## Эксплуатация картины «Город Всеобщего Благоденствия» как бренда Кологрива
В 2003 году сотрудники отдела культуры Кологрива разработали рекламный трёхдневный тур «Из Царства Берендея в Город Всеобщего Благоденствия». Под Царством Берендея подразумевалась Кострома, а под Городом Всеобщего Благоденствия — Кологрив. Создатели проекта объясняли, что Честнякова воспринимают не только как крупного художника, но и как «святого местночтимого старца». Один из маршрутов тура под названием «Ефимовы дороги» включает посещение деревни Шаблово с домом-музеем Честнякова и этнографической избой (предусмотрено участие в интерактивных программах), Ефимова ключа, вода в котором почитается целебной, горы Шабалы, «поющих тополей», «Зелёного храма» (молитвенное место в лесу, основанное Честняковым), села Илешево, Ильинской и Никольской церквей XVIII—XIX веков, могилы Честнякова. Сотрудники Института этнологии и антропологии РАН Дмитрий Громов и Анна Соколова писали, что «агрессивный характер продвижения» наследия Честнякова вызывает в некоторых жителях Кологрива «больше отторжения, чем любви».